# 什麼！台灣高中三年二班的我竟然掉入了異世界而且還遇見了總統！？
《什麼！台灣高中三年二班的我竟然掉入了異世界而且還遇見了總統！？》，簡稱《總統府大冒險》，是一款由簡訊設計團隊製作，於2019年10月31日推出的文字冒險遊戲。遊戲的目的是為當時正在競選連任的中華民國總統蔡英文進行宣傳，特別是搶攻年輕族群的選票。蔡英文總統連任辦公室發言人廖泰翔表示，這款遊戲是台灣選舉史上首度推出的冒險遊戲。

## 內容

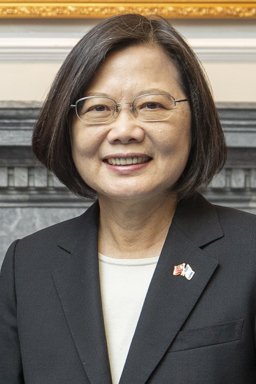
遊戲的主要目的是為了替蔡英文助選

《什麼！台灣高中三年二班的我竟然掉入了異世界而且還遇見了總統！？》採用仿日本輕小說的標題，故事描述就讀台灣高中三年二班的主角穿越到異世界，並受到總統蔡英文接見。玩家將隨故事進展了解蔡英文執政的經歷。除了蔡英文，時任行政院長蘇貞昌、副院長陳其邁等政治人物，以及蔡英文的寵物貓蔡想想、蔡阿才也在遊戲中登場。遊戲通關時間約20分鐘，具有多重結局和多個支線。該遊戲在Facebook投放廣告的耗費資金為新台幣27萬元。

## 迴響
團隊首先在2019年10月25日公布預告影片，影片在一週內的觀看次數達到11萬。

## 外部連結
- 遊戲主頁面 （页面存档备份，存于）（已無法遊玩）